# NGC 1383
NGC 1383 est une galaxie lenticulaire située dans la constellation de l'Éridan. NGC 1383 a été découverte par l'astronome britannique John Herschel en 1835.

## Caractéristiques
Sa vitesse par rapport au fond diffus cosmologique est de 1 813 ± 21 km/s, ce qui correspond à une distance de Hubble de 26,8 ± 1,9 Mpc (∼87,4 millions d'al).
À ce jour, deux mesures non basées sur le décalage vers le rouge (redshift) donnent une distance de 45,500 ± 1,131 Mpc (∼148 millions d'al), ce qui est loin à l'extérieur des valeurs de la distance de Hubble. Notons que c'est avec la valeur moyenne des mesures indépendantes, lorsqu'elles existent, que la base de données NASA/IPAC calcule le diamètre d'une galaxie et qu'en conséquence le diamètre de NGC 1383 pourrait être d'environ 23,1 kpc (∼75 300 al) si on utilisait la distance de Hubble pour le calculer.

## Groupe de NGC 1359 et de NGC 1407
NGC 1383 fait partie du petit groupe de galaxies de NGC 1359. Ce groupe renferme au moins trois autres galaxies : NGC 1359, NGC 1393 et ESO 548-32 (UGCA 077). Le groupe de NGC 1359 fait partie de l'amas galactique de l'Éridan. Ce même groupe est aussi mentionné dans un article publié par A.M. Garcia en 1993, mais elle ne compte que trois membres et la galaxie NGC 1359 n'y figure pas, car Garcia la place dans le groupe de NGC 1407. On y retrouve une autre galaxie, soit ESO 548-79.